# Корінні народи Субарктики
Індіанці Субарктики — корінні індіанські народи та племена, що мешкали або мешкають в субарктичному регіоні Північної Америки.

## Мови
Усього налічується понад 30 мов індіанців Субарктики. Усі вони відносяться до двох мовних підродин: алгонкінської (поширені на сході) та атабаської (поширені на заході).

## Список індіанських народів Субарктики

### Алгонкінські народи та племена
- Анішинаабе
  - Оджи-крі
  - Оджибве
  - Оттава
- Атікамек
- Інну
  - Монтаньє
  - Наскапі
- Крі‎

### Атабаські народи та племена
- Атна
- Ген
- Дакелх
- Дег-хітан
- Денайна
- Дане-заа
- Єллоунайфс
- Каска
- Колчан
- Коюкон
- Кутчин
- Сахту
- Секані
- Слейві
- Тагіш
- Талтан
- Танана
- Тлічо
- Тсетсаут
- Тутчон
  - Південні тутчони
  - Північні тутчони
- Холікачук
- Чилкотін
- Чипеваян

### Тлінгіти
- Тлінгіт